# 日本のヘイトスピーチ

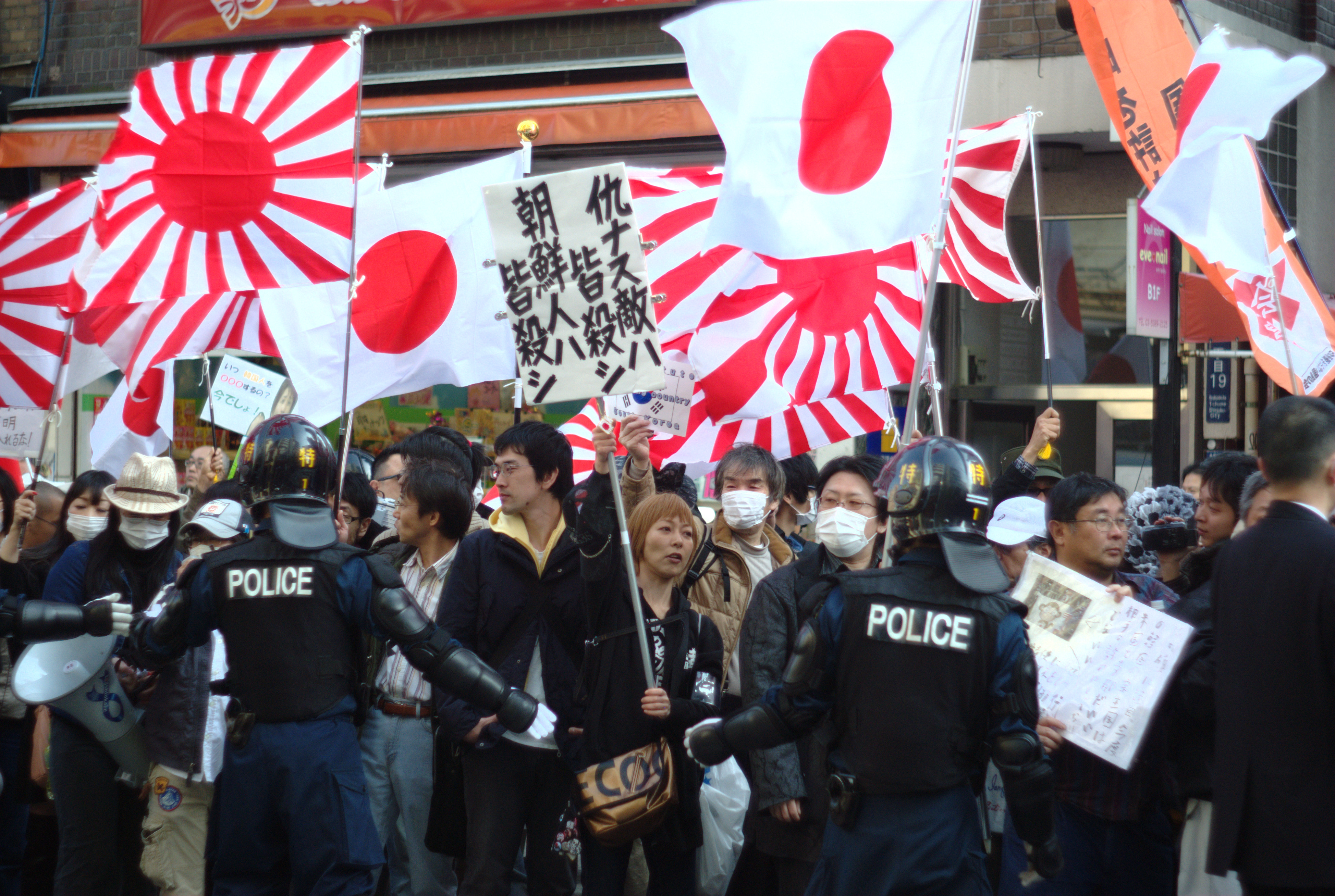
東京で行われた在日韓国・朝鮮人を敵視するデモ。掲げられたプラカードには「朝鮮人ハ皆殺シ」と書かれている。

日本のヘイトスピーチ（にほんのヘイトスピーチ）は、日本におけるヘイトスピーチ（憎悪表現）の実態および歴史などについての項目である。

## 定義
ヘイトスピーチ（英: hate speech）とは、人種、出身国、民族、宗教、性的指向、性別、障害など自分から主体的に変えることが困難な事柄に基づいて個人または集団を攻撃、脅迫、侮辱し、もしくは他人をそのように扇動する言論等を指す。日本語では「憎悪表現」「差別的憎悪表現」「差別的表現、差別表現」「差別言論」「差別扇動」「差別扇動表現」などと訳される。

### 各々の語法
- 知恵蔵miniでは「人種や宗教、性別、性的指向など自ら能動的に変えることが不可能な、あるいは困難な特質を理由に、特定の個人や集団をおとしめ、暴力や差別をあおるような主張をすることが特徴である。」とされている[4]。つまり、「匿名化され、インターネットなどの世界で発信されることが多い。定義は固まっていないが、主に人種、国籍、思想、性別、障害、職業、外見など、個人や集団が抱える欠点と思われるものを誹謗・中傷、貶す、差別するなどし、さらには他人をそのように扇動する発言（書き込み）のこと」を指すとされ、インターネットにおける書き込みも「スピーチ」に含むと解説している[4]。それに続けて「ヘイトスピーチを行う目的は自分の意見を通すことにあり、あらゆる手法を用いて他者を低めようとし」「表現に対する批判にまともに耳を貸すことはない。」「憎悪、無力感、不信などを被害者に引き起こし、相互理解を深めようとする努力を無にする、不毛かつ有害な行為」と解説する。また、同辞典2013年5月13日更新では「憎悪に基づく差別的な言動」であり、「人種や宗教、性別、性的指向など自ら能動的に変えることが不可能な、あるいは困難な特質を理由に、特定の個人や集団をおとしめ、暴力や差別をあおるような主張をすることが特徴」としている[4]。
- 大阪市のヘイトスピーチ条例では、「特定の人種や民族の(1)社会排除(2)権利の制限(3)憎悪や差別意識をあおること－－のいずれかを目的とし、人を中傷したり身の危険を感じさせたりする表現活動」と定義している[17]。
- 朝日新聞は「特定の人種や民族への憎しみをあおるような差別的表現」[18]、「人種や国籍、ジェンダーなど特定の属性を有する集団をおとしめたり、差別や暴力行為をあおったりする言動を指す。」[19]、「特定の人種や民族、宗教などの少数者に対して、暴力や差別をあおったり、おとしめたりする侮蔑的な表現のことを言う。」などとしている[20]。
- 毎日新聞は「特定の人種や民族などへの憎悪をあおるヘイトスピーチ」などと表現している[21][22][23]。
- 読売新聞は「人種や国籍、宗教など特定の属性を有する集団を差別目的でおとしめたり、憎しみをかき立てたりするような言動」と定義、「国連の人種差別撤廃条約で各国に処罰などを求めており、規制する国もある。日本も同条約を締結したが、規制はない。」と解説している[24]。
- 産経新聞は「特定の国籍や人種、民族などへの憎しみをあおる差別的言動」、「過激な言葉で敵対心を表現することから、「憎悪表現」と翻訳される。国連の人種差別撤廃条約は、日本を含む177カ国の締約国に処罰などを求めており、欧州では法律で規制している国も多い。ただ、日本は憲法が保障する「表現の自由」を重視する姿勢から、ヘイトスピーチ自体を取り締まる法律はない。」としている[25]。また、同紙の「正論」欄に「何が「ヘイトスピーチ」となるのか、どのような憎悪や差別感情の表出を「ヘイトスピーチ」とみなすのかについて、紛れのない判定基準が存在するわけではない。」とする猪木武徳の論説を掲載している[26]。

## 法規制
2016年に「本邦外出身者に対する不当な差別的言動の解消に向けた取組の推進に関する法律」（別称：ヘイトスピーチ規制法、ヘイトスピーチ対策法、ヘイトスピーチ解消法）が成立施行された。しかし本法は理念法であって、禁止罰則規定はない。これは国際人権B規約（第20条第2項）が処罰までは要求していないことが理由とされる。
民法上の不法行為などに問われることもある。民法709条、民法1条（信義則）や民法90条（公序良俗）の判断基準として日本国憲法第14条の趣旨を考慮するのが判例の立場である（私人間効力における間接適用説）。
差別・人権侵害的言論を規制する意図を背景に、人権擁護法案などで諸々の検討がなされているが、言論の自由の侵害の危険性、国家による言論統制の危険性、世論やメディアの行き過ぎた「自己検閲」の危険性など、法案の合憲性、内容や運用方法、制度の必要性や危険性などを巡って議論となっている。日本国憲法第21条では表現の自由が保障されており、ヘイトスピーチ法規制については米国とともに国際的に規制のゆるやかな地域となっている。
また、日本の刑法では「特定人物や特定団体に対する偏見に基づく差別的言動」は信用毀損罪、名誉毀損罪、侮辱罪などの対象であり、差別的言動の被害が具体的になれば、事例によっては脅迫罪や業務妨害罪の対象となるが、特定人物、特定団体ではなく、ある集団一般（民族・国籍・宗教・性的指向等）を漠然と対象にするものについては、名誉毀損罪や侮辱罪には該当しない。なお、一部地方自治体ではヘイトスピーチ条例が制定されており、大阪市ではヘイトスピーチを行った者に対する氏名公表、観音寺市では公園におけるヘイトスピーチを行った者に対する5万円の過料、川崎市では3回連続してヘイトスピーチを行った者に対して50万円以下の罰金刑がそれぞれ規定されており、ヘイトスピーチの抑制を図っている。
公職選挙法は公職候補への演説の妨害に関する選挙の自由妨害罪が規定されており、選挙妨害をした者には懲役4年以下の懲役刑・禁錮刑か100万円以下の罰金刑に、多衆集合して選挙妨害をした場合は「首謀者は1年以上7年以下の懲役刑・禁錮刑」「他人を指揮し又は他人に率先して勢を助けた者は6月以上5年以下の懲役刑・禁錮刑」「付和随行した者は20万円以下の罰金又は科料」の刑事罰が、選挙妨害を煽動した場合は1年以下の禁錮又は30万円以下の罰金の刑事罰がそれぞれ規定されている。また、街頭でヘイトスピーチを繰り返すデモに「カウンター」と呼ばれる市民たちの反対運動が活発化しているが、公職選挙法の規定により、公職選挙における街頭演説におけるヘイトスピーチに対して目立った抗議の声は上がらないことがあるという。なお、公職選挙における街頭演説でといえども特定個人や特定団体を対象としたヘイトスピーチをする選挙演説については、信用毀損罪、名誉毀損罪、侮辱罪、脅迫罪や業務妨害罪といった既存の法律で事後的に刑事罰の対象となるが、漠然とした集団を対象としたヘイトスピーチをする選挙演説については一部の地方自治体のヘイトスピーチ条例を除けば刑事罰の対象とならずに事後的な法対処がない。公職選挙法に規定された選挙演説におけるヘイトスピーチについて問題視する意見がメディアに出ることがある。
日本国憲法や条約（批准済み）の中には以下のように人権保護を目的とした規定が複数存在するが、これらはいずれも直接的には行政府を拘束し規制するのが主目的であり、私人間には民法709条等の個別の規定の解釈適用を通じてその趣旨を実現するとする解釈が判例・通説の立場である。また、日本政府も私人間については「私人間の関係において差別行為が生じた場合には、法務省の人権擁護機関において、その救済のため速やかに適切な措置がとられることとなっている。また、私法的関係については、民法により、不法行為が成立する場合は、このような行為を行った者に損害賠償責任が発生するほか、差別行為は、私的自治に対する一般的制限規定である民法第90条にいう公序良俗に反する場合には、無効とされる場合がある。更に、差別行為が刑罰法令に触れる場合は、当該刑罰法令に違反した者は処罰されることとなっている。」としている（児童の権利に関する条約締結時日本政府回答）。
- 1979年に批准した市民的及び政治的権利に関する国際規約が第20条第2項で、「人種差別扇動の言動は法を以って禁止する」、同規約第2条第2項は「規約締結各国は規約で認められる権利を実現するために適切な国内法制がない場合は整備する」とあるが、日本では「既に憲法第14条第1項にて『人種、信条、性別、社会的身分または門地により差別されない』と定めている」というのが日本政府の立場である[34]。また同条約は処罰までは求めていない。
- 1995年に批准した人種差別撤廃条約第4条では「人種的優越または憎悪に基く思想のあらゆる流布、人種差別の扇動を『法律で処罰すべき犯罪であること』を宣言すること」(a項)と、「人種差別を助長し及び扇動する団体、及び組織的宣伝活動その他のすべての宣伝活動を、『違法であるとして禁止するもの』とすること」（b項）とされているが、日本では憲法の保障する集会、結社、表現の自由等を不当に制約するおそれ、言論を不当に萎縮させるおそれ、刑罰の構成要件とするには刑罰の対象となる行為とそうでないものの境界がはっきりしないなどの点から、「憲法に抵触しない限度において義務を履行する」旨、留保を行っている。日本のほかにもアメリカ、スイスが留保を付しており、イギリス、フランスでは解釈宣言を行っている[35]。
- 日本国憲法第14条第1項では「すべて国民は、法の下に平等であって、人種、信条、性別、社会的身分又は門地により、政治的、経済的又は社会的関係において、差別されない。」と、国民（日本国民）の平等権について明記されているが、この条文は直接的には私人間に適用されず、その趣旨は、「『民法709条等の個別の規定の解釈適用を通じて、他の憲法原理や私的自治の原則との調和を図りながら実現されるべきものである』と解される」とされている[36]。

## 法理上の議論
ヘイトスピーチ規制は全世界的に広がっているが、先進国中においては、アメリカと日本を規制のない数少ない国であるとしている。日本ではこれを取り締まる法律が存在しないことを問題視する声も広まり、法整備の実現を望む気運も高まっている。その一方で慎重論も根強い。2014年の段階では政府や法務大臣も慎重な姿勢をみせており、議論が始まったばかりというところである。

### 表現の自由の優越的地位と関連法理
法規制の必要性の是非については、日本国憲法第21条の「表現の自由」との関連において論じられることがある。
日本の法学では、差別的表現に対する表現の自由の優越的地位に関連する法理として以下のものが検討されている。
- 明白かつ現在の危険の法理（ブランデンバーグ原則）
- 言論には言論で対抗する対抗言論の原則[42]
- 規制による過度の自主規制（萎縮効果）[42]
- 表現の自由の規制は広汎なものであってはならず、禁止対象を明確に示していなければならない（明確性の原則）[42]

### 法規制論
肯定論
東京造形大学教授（国際刑法）の前田朗は、「国連の人権理事会や人種差別撤廃委員会が、人種差別撤廃条約に基づき、ヘイトスピーチ禁止法の制定を勧告している」、「欧州ではほとんどの国が差別禁止法を持っている」、とし、「マイノリティーの尊厳と基本的人権を守るだけでなく、社会全体の自由や民主主義に関わるとして、法規制すべきだ」とした。
慎重論
憲法学者の長谷部恭男は、特定の民族や社会階層等に関する差別的言論への規制について、言論内容の外延を規定することの困難、従属的地位にあるとされる人々の表現活動が直接に抑圧されるわけではないこと、従属性の固定化という観念が不明確であること、差別的言論の範囲が拡大しかねない懸念等から、「一般的支持を得ていない」と指摘している。「表現内容に基づくヘイトスピーチ規制には慎重に慎重を重ねる必要があるが、ヘイトクライムを重く処罰することは憲法学から見ても問題は少ない」とした。
憲法学者の赤坂正浩は、明白かつ現在の危険の法理やブランデンバーグ原則を踏まえて、「犯罪や違法行為を扇動する表現を国家から妨害されない市民の権利」としての「扇動的表現の自由」、および「マイノリティに対する差別・排斥・憎悪・侮辱等を内容とする表現を国家から妨害されない市民の権利」としての「差別的表現の自由」を論じ、「特に日本ではメディアの過度の自主規制が、表現の自由に対して萎縮効果を及ぼす面があることにも注意すべきである」と論じている。
憲法学者の市川正人は、「表現の自由が真に根づいたとは言い難い日本国において、差別的表現処罰法が有する効果をも考慮に入れて慎重に検討すべきである」と論じた。対抗言論の原則について、言論で対抗できる可能性はあるものの、特定民族に対する特にひどい侮辱的表現によって当該民族に属する人の名誉感情が著しく傷つけられる場合には、対抗言論による治癒は困難であり、対抗言論の原則に限界はあることを示唆している。なお、ヘイトスピーチ処罰の立法化について、ブランデンバーグ判決の基準を満たすような人種集団に対する暴力行為の煽動や侮辱を目的とする等、特定の民族に対する特にひどい侮辱的表現を処罰するきわめて限定的なヘイトスピーチ処罰法ならば、規定の文言が明確である限り違憲とならない可能性を示唆している。但し、「ヘイトスピーチの処罰を立法化することは政策的な適否であって違憲性とは別の問題である」と指摘する。「処罰法の立法化による差別解消の効果と表現の自由の保障の影響の両面を考慮し、慎重に検討すべき」としている。
専修大学教授（言論法）の山田健太は、「国会審議中の法案を足がかりとして、デモなどの表現を刑事的に規制する方向に向かい、治安立法につながる恐れも否定できず、慎重であるべきだ」、とした。
青山学院大学特任教授の猪木武徳は、「ヘイトスピーチには紛れのない基準が存在せず、一般的に被害者とされる少数の暴力的な集団が多数の普通の社会生活を送る人々を脅す例もあり、ヘイトスピーチ規制による国家による言論統制も警戒する必要がある」としている。また、はっきり意識されないまま社会が醸し出す『空気』によって、言論の自由が侵される危険性を指摘。「異論を唱えにくい雰囲気が『正義』の装いをまとって、国民を知らず知らずのうちに思わぬ方向へと誘い込んでしまうこともありうる」と述べている。さらに『合法的な仮面をかぶった専制精神』により、「『世論』とそれに迎合するメディアが、いつの間にか『力ある立場の人』の意向を忖度し、その反応を事前に予想して、自ら進んで『自己検閲』をしてしまう」危険性をあげている。
青山学院大学教授の福井義高は、「慰安婦や南京事件で日本を擁護する歴史認識までが、ヘイトスピーチだとして処罰されうる欧州のようなヘイト規制を、日本で招いてはならない」としている。
弁護士の中川重徳は「法規制は必要」と述べる一方、「立法化は慎重に行うべき」と述べている。また「法律家だけでなく、教育者、政治家、マスコミ、市民も含めた幅広い参加者が、公の場で、事実に基づいた多角的な議論をする。そのプロセスこそが一番大事なポイントかも知れません」とも述べている。
否定論
弁護士の斉藤裕は正当な言論活動まで制限される危険があり、法規制は必要ないと述べている。

## 司法判断

### 判例
- 2009年に発生した京都朝鮮学校公園占用抗議事件において、刑事事件として侮辱罪、威力業務妨害罪、および器物損壊罪の成否が裁判で争われた。被告4名のうち3名については2011年（平成23年）4月21日京都地裁判決での有罪が確定、1名については2012年（平成24年）2月23日最高裁上告棄却により刑が確定した
- 一方民事裁判の中では、判決理由において京都地方裁判所が在日特権を許さない市民の会（在特会）・主権回復を目指す会（主権会）の街宣を、原告（注：朝鮮学校側）の教育事業を妨害し、原告の名誉を毀損する不法行為に該当し、かつ、人種差別撤廃条約上の「人種差別」に該当すると言及しており、判決では被告ら（注：在特会・主権会）に対する損害賠償請求を認める判決を出している[49]。判決では「民法に基づき、具体的な損害が発生して初めて賠償を科すことが可能」とし、現行法では損害賠償及び街宣差し止めは具体的な被害者及び具体的な損害を立証することが必要とされた。ただし、具体的な損害には無形損害も含まれるとされ、2014年7月には大阪高等裁判所において1審を支持する判決が言い渡され、被告側が上告したが、2014年12月に最高裁は判事5名全員一致で上告棄却し、1審・2審判決が確定、人種や国籍で差別するヘイトスピーチの違法性を認めた判断が最高裁で確定した初めての事件となった[50][51][52]。

- 週刊朝日が橋下徹大阪市長に関する連載記事の第1回において、橋下の父が大阪府八尾市の被差別部落出身であるという情報を掲載した問題について、2015年2月18日、大阪地裁における損害賠償請求訴訟で原告（橋下徹）と被告（朝日新聞出版・佐野眞一）の間に和解が成立した[53]。橋下に対して朝日新聞出版が解決金を支払う内容で、この件は橋下が自身に対して向けられたヘイトスピーチであるとしていた[54][信頼性要検証]。

- 2016年7月22日に在日コリアンを侮辱するビラを貼るために福岡市の商業施設に侵入し逮捕されていた男が建造物侵入罪で起訴された。10月7日の判決で福岡地裁は懲役1年執行猶予3年（求刑:懲役1年6月）を言い渡した。福岡地検はヘイトスピーチ対策法の趣旨にも基づき起訴したとコメント[55][56]。

- インターネット上のヘイトスピーチによる被害をめぐる裁判で、大阪地方裁判所は在特会と桜井誠に慰謝料など77万円を李信恵に対して支払うよう命じた[57][58][59]。2017年11月29日最高裁は在特会側の上告を退け、在特会側に77万円の賠償を命じた判決が確定した[60]。

- 桜井誠が参議院議員である有田芳生の「（桜井は）存在そのものがヘイトスピーチ」「差別に寄生して生きている」のツイートに対し損害賠償を求め提訴した。東京地裁は有田のツイートを「ヘイトスピーチに反対する趣旨を含んでいた」として公益性を認め、桜井の過去の発言は差別発言であり、ヘイトスピーチ対策法違反であると結論付け、原告敗訴となった[61][62][63]。
- 2018年12月、大分県の男が韓国籍の少年を中傷するヘイトスピーチをブログに掲載した事件で川崎区検察が侮辱罪で略式起訴、2019年1月川崎簡裁は科料9000円の略式命令を出した[64]。
- 川崎市の在日コリアンの女性に対する嫌悪の感情などを満たす目的で2016年6月から2017年9月にかけてTwitterで4回投稿した男性に対して、2019年12月に神奈川県迷惑防止条例違反（つきまとい行為禁止）で罰金30万円の略式命令を出した[65]。
- 2020年7月2日、大阪地裁堺支部は、在日韓国人50代の女性パート社員が、大阪府岸和田市の東証一部上場の不動産会社フジ住宅で、ヘイトスピーチに当たる民族差別的な文書を配布され精神的苦痛を受けたとして、同社と同社会長(74歳)に計3,300万円を求めた訴訟で計110万円の支払いを命じた。判決によると、2013年ごろから社内で業務と無関係に中国や韓国の国籍や出自を有する人に対して「死ねよ」「うそつき」「卑劣」などと侮辱する文書が配布。会長の歴史認識に沿った記述のある育鵬社などの教科書が採択されるよう教科書展示場へ行き、アンケートを提出するよう促された。2015年に女性が提訴した後、社内で訴訟に関する説明会が開かれ「温情を仇で返す馬鹿者」「彼女に対して世間から本当の意味でのヘイトスピーチが始まる」など女性に誹謗中傷する旨の社員の感想文が配られた。判決理由で、資料は原告個人に向けられた差別的言動とは言えないとする一方、原告の名誉感情を害し、差別的取り扱いを受けるのではと危機感を抱かせると指摘。「労働契約に基づく従業員教育としては、人格的利益侵害のおそれがあり、社会的に許容しうる限界を超えている」として違法性を認めた。アンケート提出の勧奨も「業務と関連しない政治活動で思想信条の自由を侵害する」と認定。感想文配布についても、原告が提訴したことを従業員に周知批判するもので、「裁判を受ける権利を抑圧し、職場で自由な人間関係を形成する自由を侵害した」と判断。会社側は「表現の自由の範囲内だ」と請求棄却を求め、判決を受け控訴する意向[66]。
- 台湾出身者で日本に帰化した女性がトラブルになった際に「ここは日本ですよ、お国に帰ったらどうですか」と言われた事に対して損害賠償を求めた。2018年12月17日、大阪地裁は慰謝料15万円の支払いを命じた。女性の話し方から外国出身者であるとうかがわれる事から、「排外的で不当な差別発言」と認定し、「マナー違反の警告であっても用いてはいけない表現である」とした[67]。
- 2022年2月15日、最高裁判所第三小法廷（裁判長：戸倉三郎）は、「大阪市ヘイトスピーチへの対処に関する条例」の憲法21条1項違反による法令違憲が争われた「大阪市ヘイトスピーチ条例事件」上告審判決において、本条例は憲法21条1項に違反せず合憲として、上告を棄却した[68]。ヘイトスピーチを規制する条例では初めての憲法判断となった[69]。

### 仮処分
ヘイトスピーチを行う者への事前規制として、マイノリティがデモ規制をしたい当該人物や当該団体について過去の発言を調べた上で、自身の人格権を侵害することを理由に、マイノリティが拠点とする建物から一定周辺地域に限定した上でデモ活動等を禁止する仮処分請求を裁判所が認めることがある。
- 2016年6月に川崎市での「行動する保守運動」と称する団体のデモについて、過去に「在日は大うそつき」「朝鮮人をたたき出せ」などの文言を発して在日韓国・朝鮮人の排斥を訴える内容のデモを主催したり、団体関係者がデモの中心メンバーとして参加していたとして、在日コリアンが多数居住する地域で在日コリアンが代表を務める社会福祉法人が、横浜地裁川崎支部に当該デモの差し止めを求めたことにより、デモ実施予定団体に対して社会福祉法人の事務所から半径500メートルでのデモを禁止する仮処分決定を出した例がある[70][71]。
- 2016年12月に大阪市生野区でネット上で「チョンコを見たら犯罪者と思え」「一匹を殺すことは、同胞である日本人10人を助けることになる」などの文言を発した過去があり「在日特権を許さない市民の会」元幹部の男性が「防犯パトロール」と称するデモを呼び掛けて在日韓国・朝鮮人の排斥する文言を発しようとしていたことについて、在日コリアンが代表を務めるNPO法人に当該デモの差し止めを求めたことにより、対象の男性に対してNPO法人事務所から半径600ｍ以内での侮辱や名誉毀損行為を禁止する仮処分決定を出した。
- 2018年4月ごろから、朝鮮大学校の入学式や卒業式の日に校門前でプラカードを掲げるなどして「朝鮮学校は殺人大学だ」等の文言を発して、朝鮮大学校（東京都小平市）の周辺で同校などを非難する街宣活動をしていた男性に対し、学校法人「東京朝鮮学園」が東京地裁立川支部に当該デモの差し止めを求めたことにより、対象の男性に対して学校正門から半径500メートル以内での演説やシュプレヒコールの禁止を命じる仮処分を出した。
- 2024年11月に埼玉県川口市の「日本クルド文化協会」に対して「自爆テロを支援するクルド協会は、日本にいらない」「根絶せよ クルド犯罪偽装難民」といった横断幕やプラカードを掲げたり「クルド人は日本から出て行け」などと拡声機やマイクで訴えた男性に対して、さいたま地裁は「日本クルド文化協会」事務所の半径600メートル以内でのデモやビラ配りなどをして業務を妨害することを禁止を命じる仮処分を出した。

なお、これらの仮処分はあくまで原告側が指定した特定人物や特定団体を対象として当該周辺地域でのデモ等を禁止するものであり、特定人物や特定団体の他の地域でのデモ等や他者による当該周辺地域でのデモ等を禁止するものではない。また仮処分に違反しているかどうかは原告自身が調べた上で違反していた場合は間接強制を裁判所に申し立てる形で制裁金の支払いを命じさせる必要がある。

## 各所の見解・対応

### 皇族
Jリーグ名誉総裁を務める憲仁親王妃久子はJリーグの表彰で「ヘイトスピーチは百害あって一利なし、フェアプレーに反している」とサッカー界で問題になったヘイトスピーチを批判した。

### 行政府

#### 閣僚
2013年5月7日と5月9日にかけて参議院予算委員会でヘイトスピーチについて問われ、安倍晋三首相は「一部の国、民族を排除する言動があるのは極めて残念なことだ。日本人は和を重んじ、排他的な国民ではなかったはず。どんなときも礼儀正しく、寛容で謙虚でなければならないと考えるのが日本人だ」、「日本の国旗がある国で焼かれようとも、我々はその国の国旗を焼くべきではないし、その国のリーダーの写真を辱めるべきではない。それが私たちの誇りではないか」と語り、法務大臣の谷垣禎一は「憂慮に堪えない。品格ある国家という方向に真っ向から反する」と語った。さらに谷垣は5月10日の記者会見で、ヘイトスピーチについて「人々に不安感や嫌悪感を与えるというだけでなく、差別意識を生じさせることにもつながりかねない。甚だ残念だ。差別のない社会の実現に向け、一層積極的に取り組んでいきたい」と述べた。
これらに対し、在特会側は「1万3000人に増えた会員数がその成果だ。」と反論した。一方で、「安倍首相が言いたいのは＜あの連中は、日本の国旗を焼く連中だ、日本の敵だ、しかし、私たち日本人は、そんな低レベルに合わせるべきでない＞ということです。5月7日の発言は、ヘイト・スピーチを批判するのではなく、かえって差別や偏見を助長するものと多くの被害者が受け止めています。」という在日の見解も生じた。
2013年10月7日、菅義偉官房長官は、在特会・主権会に関する朝鮮学校訴訟の判決についての質問で「最近、ヘイトスピーチと呼ばれる差別的発言で商店の営業や学校の授業などが妨害されていることは、極めて憂慮すべきものがある」と述べた。
日本年金機構の職員がツイッターで差別投稿をしていた問題に対し内閣官房長官菅義偉は「差別投稿はあってはならない、厚生労働省の指導で再発を防止する」と答えた。

#### 警察庁
警察庁はヘイトスピーチ対策法の成立を受け、2016年6月3日に全国の警察本部に通達を出した。同通達では警察職員への同法の趣旨の教育や、「いわゆるヘイトスピーチといわれる言動やこれに伴う活動について違法行為を認知した際には厳正に対処するなどにより、不当な差別的言動の解消に向けた取組に寄与されたい。」と名誉毀損罪や侮辱罪などの違法行為があれば厳正に対処する姿勢を示している。

#### 外務省
2013年1月、外務省は人種差別撤廃条約の第4条、「人種的優越又は憎悪に基づく思想の流布、人種差別の扇動等の処罰義務」の(a)(b)の留保について、「人種差別思想の流布等に対し、正当な言論までも不当に萎縮させる危険を冒してまで処罰立法措置をとることを検討しなければならないほど、現在の日本が人種差別思想の流布や人種差別の扇動が行われている状況にあるとは考えていない」との見解を発表している。
2018年8月、外務省は人種差別撤廃条約の第4条、「人種的優越又は憎悪に基づく思想の流布、人種差別の扇動等の処罰義務」の(a)(b)の留保について現行で対応可能であると返答し差別の扇動が行われているといった前回の見解は見受けられなかった。

#### 法務省
法務省は2015年1月よりヘイトスピーチに焦点を当てた啓発活動を展開している。具体的には「ヘイトスピーチ、許さない。」「特定の民族や国籍の人々を排斥する差別的言動を見聞きしたことがありますか。こうした言動は、人としての尊厳を傷つけたり、差別意識を生じさせることになりかねず、許されるものではありません」と呼びかける内容のポスターを約16,000枚作成・配布するほか、学校や企業などでの啓発機会の拡大に努めるとしている。2016年末、本邦外出身者に対する不当な差別的言動の解消に向けた取組の推進に関する法律における「不当な差別的言動」の典型例を挙げ、2017年2月までに、23都道府県の約70の自治体に提示した。
公安調査庁では、2011年（平成23年）度版「内外情勢の回顧と展望」にて、集会やデモで差別的な罵倒や誹謗中傷を行う市民団体を「排外主張を掲げ執拗な糾弾活動を展開する右派系グループ」と位置づけ、動向を監視していることを明らかにしている。2014年（平成24年）度版では、「右派系グループを「レイシスト」（差別主義者）、その訴えを「ヘイトスピーチ」と非難する「対抗勢力」」との小競り合いが掲載された。2015年（平成27年）度版では、「右派系グループは、人種差別的な言動などを用いて在日外国人排斥を主張する活動が、いわゆる「ヘイトスピーチ」（憎悪表現）であるとして社会的批判が高まっため、こうした言動を控えつつ、日韓国交断絶」を訴える活動を活発化させた。」とした。2017年（平成29年）度版では、それぞれ「右派系グループ」「右派系グループを「レイシスト」と非難する勢力」と表現している。
東京法務局は、2015年12月22日、2008年から2011年に東京都小平市の朝鮮大学校で脅迫的な言動を繰り返したとして、在日特権を許さない市民の会元会長に対し同様の行為を行わないよう勧告した。
2016年2月13日、産経新聞の取材により、2009年11月に在特会の会員が朝鮮大学校前で「朝鮮人を日本から叩き出せ」と叫んでいる内容の動画などが、法務省の要請を受けた動画サイト管理者に削除されていたことがわかった。
法務省は2019年3月22日までに、個人に対するネット上の差別表現だけではなく集団に向けた表現も削除などの救済措置の対象に含めるよう、全国の法務局に通知した。在日コリアンなどの集団を差別する書き込みや動画への対処が期待される。

#### 総務省
総務省が管轄するアマチュア無線においては、ヘイトスピーチが内容によってはアマチュア業務の範囲を超えるため指導の対象となるが、違法性は個別に判断するとし、総合通信局で相談を受け付けている。

#### 日本学術会議
内閣府の特別機関である日本学術会議は、2014年9月、「最近の対外的緊張関係の解消と日本における多文化共生の確立に向けて」と題した報告のなかで、ヘイトスピーチは国際関係悪化の原因だと指摘、在日外国人らへの差別をあおるヘイトスピーチなどの排外的言動を問題視する報告を発表した。

### 日本年金機構
世田谷年金事務所所長がTwitterで不適切な投稿をしたことについて日本年金機構世田谷年金事務所の所長が差別的なSNS上での書き込みをした問題を受け日本年金機構は所長の更迭を決定、人事部付に異動となった。

### 立法府
国会は、2016年5月24日、適法に日本に居住する本邦外出身者またはその子孫に対し「差別意識を助長する目的で、公然と危害を加える旨を告知したり、著しく侮蔑したりして地域社会から排除することを扇動する」行為（「本邦外出身者に対する不当な差別的言動」）は許されないとし、その解消に向け、国および地方自治体に相談体制の整備、教育の充実、啓発活動等を行うよう定めた本邦外出身者に対する不当な差別的言動の解消に向けた取組の推進に関する法律を成立させた。

#### 自由民主党
2014年8月28日、自民党はヘイトスピーチ対策等に関する検討プロジェクトチームの第一回会合をおこない、「人種差別撤廃委員会の対日審査について外務省よりヒアリング」「国会議事堂等周辺地域及び外国公館等周辺地域の静穏の保持に関する法律について警察庁よりヒアリング」を議題とした。
2014年10月15日の会合では「いわゆる京都朝鮮第一初級学校事件について」「自由権規約委員会及び人種差別撤廃委員会による対日政府報告審査に対する最終見解について」を議題とした。
2014年11月4日の会合では「前回からの課題について 警察庁・外務省より説明」を議題とし、毎日新聞は「韓国での対日ヘイトスピーチの実態や韓国政府による規制の検討状況を調査するよう関係省庁に求めた」と報道し、「韓国政府に対日ヘイトスピーチ対策を促す狙い」と判断した。
自民党の「ヘイトスピーチ対策等に関する検討プロジェクトチーム」は日本国内での規制を検討するにあたり、韓国での対日ヘイトスピーチの実態や韓国政府による規制の検討状況を調査するよう関係省庁に求めている。座長の平沢勝栄は「（韓国側が）自分のことを棚に上げて日本にだけ（批判を）言うのは理屈に合わない」と語った。平沢は安全保障関連法に反対するデモについて「ヘイトスピーチに該当しそうな文言も出ていた。デモをそばで聞いていた時に『安倍死ね』と言っていた人もいる」と主張している。
2016年3月10日、自民党は「差別問題に関する特命委員会」の初会合を開き、特定の人種や民族への憎悪をあおるヘイトスピーチ問題や、高齢を理由に就職が妨げられている年齢差別などについて法務省などからヒアリングした。また、部落差別をなくす議員立法を検討した。委員長の平沢勝栄は「ヘイトスピーチは、規制、根絶しなければならないが、表現の自由と絡んでくる。そのやり方については慎重に検討しないと禍根を残す」と述べた。
安倍晋三首相は、2016年3月18日の衆院予算委員会にて、ヘイトスピーチについて「一部の国・民族を排除しようとする言動がなくなっていないのは極めて残念だ」と述べた。また、同年5月に開催予定の伊勢志摩サミットに関連して、サミットの場では「基本的人権、法の支配といった基本的価値を共有する国が集まる」とした上で、「排外主義的行為が行われているという印象を持たれては大変なことになる」と危機感を示した。
2016年4月5日、自民党と公明党は「不当な差別的言動は許されないことを宣言する」と明記したヘイトスピーチ規制法案の提出を了承した。
党所属の衆議院議員杉田水脈は、日本には実際には激しいマイノリティ差別は存在しないと主張しており、アイヌ民族、同和部落、在日韓国人・朝鮮人、琉球民族などのマイノリティ差別を訴える団体は、自身が「差別」を創作する「被害者ビジネス」の一種であり、「これらのマイノリティ差別を利用した被害者ビジネスを国内で実施している人たちも、慰安婦問題などの反日プロパガンダを世界で広げる人たちもすべてつながっている」と述べている。

#### 立憲民主党
2017年10月に結成された立憲民主党は基本政策に「自治体での条例化を促すなど、ヘイトスピーチ対策への取り組みを強化」を掲げている。2019年統一地方選挙の公認候補が韓国人に対する差別的なツイートが発覚した事を受け公認を取り消した。

#### 公明党
2014年9月30日、公明党はヘイトスピーチ問題対策プロジェクトチームを発足させた。座長の遠山清彦は「複雑な要素が入った難しい問題だが、人権を重視する公明党の立場から、さまざまな観点で検討を進めたい」としている。2015年2月6日、プロジェクトチームの遠山清彦、高木美智代、國重徹らが、新大久保の韓国料理店経営者や在日本大韓民国民団東京本部の関係者と面会し、嫌韓デモによる被害の実態聴取を行った。党代表の山口那津男は基本的人権、特に表現の自由や思想信条の自由は日本国民に限らず広く外国人にも認められている、との認識を示している。

#### 日本共産党
日本共産党は、「ヘイトスピーチを許さないために、人種差別禁止を明確にした理念法としての特別法の制定をめざす」としている。また、安倍晋三、橋下徹らの「侵略戦争美化・合理化の歴史認識」や、2009年2月に在日特権を許さない市民の会の関西支部長らと共に写真に写った山谷えり子、2011年にネオナチの団体の代表と共に写真に写った高市早苗、稲田朋美ら、「ヘイトスピーチに関連する勢力や極右勢力と政権与党幹部との〝癒着〟がヘイトスピーチの温床になってい」ると主張している。
小池晃は、「民族差別をあおるヘイトスピーチを根絶するために、立法措置を含めて、政治が断固たる立場にたつ」としつつも、「民主党などが提出した（ヘイトスピーチ規制）法案については、『ヘイトスピーチ』や『差別』の定義が明確でなく、恣意的に拡大解釈される怖れがあります」との懸念を示した。

#### 政党別アンケート
2014年12月14日に執行された第47回総選挙に際して毎日新聞が全候補者を対象に行った候補者アンケートにおいて、「特定の民族や人種に対する憎悪表現（ヘイトスピーチ）を法律で規制することに賛成ですか、反対ですか。」という設問が用意された。「賛成」と回答したのは候補者の70%、当選者の60%だったのに対し、「反対」と回答したのは候補者の16%、当選者の17%だった。また当該アンケートに基づくボートマッチ「えらぼーと」の利用者181,575人の回答は「賛成」が55%、「反対」が32%となった。
2014年11月29日、「外国人人権法連絡会」が、各党に行ったアンケートにおいて、「国としてヘイトスピーチ対策を取る必要性について」聞いた。回答結果は、「人種差別撤廃基本法」などの法整備については、生活の党と新党改革は回答無し。自民は「検討中」、公明は「どちらでもない」。維新と次世代は「未定」。共産、社民、民主が「賛成」。

### 地方自治体

#### 首長等
- 那覇市長（当時）の翁長雄志は、2013年10月に、在特会・主権会に関する朝鮮学校訴訟の京都地裁判決についての質問の中で、1月に東京で行われた反オスプレイデモの際に「琉球人出ていけ。中国のスパイ。オナガ、出て来い」と言われたと述べ、ヘイトスピーチについて「現状は憂うべきところがある」としている[124]。
- 大阪府門真市は、特定の人種への差別を扇動するヘイトスピーチを繰り返す排外主義団体には、既存条例を活用し、公民館や公園など市施設を使わせない方針を明らかにしていると2014年4月9日の「毎日新聞」は報道した[125]。しかし、「市の考え方と異なる表現や誤解を招く紙面構成」であるとして同市は毎日新聞社に対して申し入れを行った。市の公式見解としては「日本国憲法を擁護する立場として、表現の自由は保障すべきものと考えており、市内公共施設の使用について、原則的には団体や個人を特定し、使用制限を行うものではありません。そのような中、市民の安全と尊厳を守ることを土台として、公共施設の使用の許可申請書の内容等を総合的に判断し、各施設の管理に関する条例及び規則等に抵触する場合については、不許可とします」と記している[126]。
- 大阪市市長（当時）の橋下徹は、2014年7月10日の記者会見で、ヘイトスピーチを伴うデモに対して「表現の自由もあり、スピーチ自体の制限や罰則は難しい」としながらも「やり過ぎで問題だ。言葉が表現の自由をこえている」「発言内容を証拠保全し、表現について第三者委員会で議論し、結果を公表する」という考えを示した[127][128]。
  - 2014年9月19日の記者会見で橋下は、「日本人に対するヘイトスピーチについても同じような態度で臨むのかと言いますけど、そりゃ臨みますよ。日本人に対するヘイトスピーチなんていうのは週刊朝日が僕に対してやったじゃないですか。同じように週刊朝日や朝日新聞に対しても徹底的に抗議してね、謝らせましたよ。今訴訟をやってますが。だから日本人に対するヘイトスピーチにも僕は同じ姿勢でやってるつもりですよ」と述べ、日本人によるヘイトスピーチだけではなく日本人に対するヘイトスピーチも存在することを前提に、規制の必要性について語った[54][信頼性要検証]。
  - 2014年9月25日、橋下は「特別永住者制度がおかしいと言うなら日本政府に言うべきだ。公権力を持たない人たちを攻撃するのは、ひきょうで格好悪い」と発言した[129]。
  - 2014年10月20日、橋下は在日特権を許さない市民の会会長（当時）の桜井誠との会見[130][131]の後、ヘイトスピーチや差別をなくす方法として在日韓国・朝鮮人らの特別永住者制度を見直す考えを示した[132]。
- 東京都知事の舛添要一は、2014年7月18日の記者会見で、ヘイトスピーチに関して「根本的に人権に対する挑戦」と語り、「人権啓発キャンペーンのようなところで徹底的にこれは、そういうことは止めるべきである」と語った。また「言論の自由はめちゃくちゃ重い」ということに留意しながらも、ヘイトスピーチの規制については、「大体の国民のコンセンサスが生まれれば、これはむしろ、東京都が条例ということよりも国権の最高機関である国会できちんと法律をつくるなり、刑法を改正するなりやっていただくと良いと思います」と語った[133]。
  - 韓国訪問から帰国した舛添要一は記者会見での質疑応答で「そもそも論ですが、韓国の反日運動というのがありまして、例えば今上天皇や昭和天皇の張りぼてを作って侮辱する、肖像画を踏みつける、国旗を国会議員が踏みつける。デモでも、「キルジャップ」ということをやっている。日本に核爆弾を落とすと、こういうことがかなりある。これがまず反韓国感情の源と言っても過言ではない。（中略）知事にお聞きしたいのですが、天皇陛下や国旗が侮辱されていることについてどう思われるのか、これがヘイトスピーチじゃないかと」と、ヘイトスピーチ対策に関して質問され、「よその国が反日運動し、われわれを、ジャップという言葉で呼ぶということに対しては極めて不快で、快く思いません。どの国の国民も同じことをやられると不快だと思いますから、たとえばこういうことについて野放しにしてよいのだろうかと。韓国は韓国のやることですから、われわれがどうこう言う話ではありません。これは韓国が法律でやればよい」と答えている[134]。
  - 毎日新聞が2014年8月5日に行ったインタビュー記事では、舛添は「頻発する在日コリアンらに対するヘイトスピーチ（憎悪表現）を巡り、自民党の政調会で立法措置を含めた対策を検討するよう同党側に要請した」と報道し、「国会できちんと法律を作ることが、問題に対応することになる」「そういう動きを加速化させるよう仲間の国会議員に言ってある。全体で網をかけた方がいい」との舛添の発言を引用し、「表現の自由に抵触しない範囲で法整備が必要との見解を示した」と報道した[135]。

#### 地方議会
2014年に入ってから各地の地方議会で、ヘイトスピーチの国による法規制などを求める意見書の採択が行われるようになっている。2015年2月時点で、都道府県議会では神奈川県・長野県・奈良県・鳥取県・福岡県で、市区町村議会ではさいたま市・上尾市・宮代町（以上埼玉県）・葛飾区・東村山市・国立市・東久留米市（以上東京都）・須坂市・塩尻市・佐久市・東御市・安曇野市（以上長野県）・名古屋市（愛知県）・京都市・向日市（以上京都府）・堺市（大阪府）・三郷町（奈良県）・美波町（徳島県）・土佐清水市（高知県）で、それぞれ意見書が採択されている。

#### 地方行政
2017年2月16日、学校法人森友学園が運営する幼稚園で保護者向けに配布された文書が憎悪表現に当たる恐れがあるとして、大阪府が事情聴取をし、ヘイトスピーチ対策法の趣旨などを説明した。
2017年11月9日、川崎市は「本邦外出身者に対する不当な差別的言動の解消に向けた取組の推進に関する法律（ヘイトスピーチ対策法）に基づく「公の施設」利用許可に関するガイドライン（案）」に関する意見募集を開始した。
ガイドライン案は、ヘイトスピーチが行われる可能性が高い場合、公共施設の使用を認めない、条件付きで認める、許可した後ヘイトスピーチが行われる恐れがあると発覚した場合許可を取り消せることが含まれる。2018年3月31日、ガイドラインの施行を開始、翌日4月1日に第三者機関の設置。公共施設でのヘイトスピーチ使用を事前に禁止する初の事例となった。
2018年6月16日、長野県のパブリックコメント募集サイトで、在日コリアンへのヘイトスピーチと受け止められる意見が掲載され、指摘されるまで公開され続けた事例に対し、長野県は新たなガイドラインを作成、「同和問題、外国人、女性、子ども、高齢者、障がい者、ＨＩＶ感染者・ハンセン病元患者、犯罪被害者、中国帰国者、アイヌ、刑を終えて出所した人、性的志向及び性同一性障がい者、ホームレスに対する差別的な表現は公表しない」と明文化した。

### 弁護士会
2013年3月29日、日本弁護士連合会前会長の宇都宮健児ら有志の弁護士12人が、新大久保での反韓デモに対して「これ以上放置できない」として東京弁護士会に人権救済を申し立てた。また弁護士らは「警察には外国人の安全を守る責任があるというのに、適切な対策を取っていない」として、警視庁に対して周辺住民の安全確保を申し入れた。
2013年7月には、大阪弁護士会がヘイトスピーチを伴うデモに対して、「憲法第13条が保障する個人の尊厳や人格権を根本から傷つける」と批判する声明を発表している。
日本弁護士連合会は、2015年5月13日、「人種的憎悪や人種的差別を扇動・助長する言動（ヘイトスピーチ）など人種差別の実態調査」「人種差別禁止の理念などを定めた「基本法」の制定」「人権侵害からの救済などを目的とする「国内人権機関」と、個人が国際機関に人権救済を求める「個人通報制度」の創設」の3点を求める意見書を国に提出した。
東京弁護士会は、2015年9月、公共施設におけるヘイトスピーチの集会の利用申請を拒否する法的根拠をまとめたパンフレット「地方公共団体とヘイトスピーチ」を作製し、自治体向けに配布している。
神奈川県弁護士会は、2017年3月23日、ヘイトスピーチデモが行われてきた川崎市に対し、あらゆる差別行為の禁止、被害の実態調査、インターネット対策、第三者機関の設置、相談窓口の整備などを盛り込んだ「多文化共生を推進する人権条例」も制定を求める会長声明を発表した。

### 民間企業
ポータルサイトYahoo! JAPANは2019年3月28日提供しているサービスのYahoo!ニュースのコメント機能のポリシーを変更し公序良俗違反であるとし、特定の地域や家柄、障がい者、性別、職業、LGBTなどへの差別的な内容を含むコメント、特定の民族や国に対する差別やヘイトスピーチにあたるコメントを禁止した。

### 人種差別撤廃委員会
人種差別撤廃委員会は、ジュネーヴで2014年7月15日、16日に対日審査が行われ、日本社会で韓国人や中国人への人種差別的な言動が広がっていることについて、現行の刑法や民法で防ぐのは難しいとの認識を示し、法的整備を求め、2014年7月24日、差別をあおるすべての宣伝活動の禁止を勧告した。
2014年8月29日、人種差別撤廃委員会は、街宣活動やインターネット上で人種差別をあおる行為に対する捜査や訴追が不十分であると指摘、ヘイトスピーチを法律で規制するよう日本国政府に勧告した。(1)街宣活動での差別行為への断固とした対応、(2)ヘイトスピーチに関わった個人や組織の訴追、(3)ヘイトスピーチや憎悪を広めた政治家や公務員の処罰、(4)教育などを通じた人種差別問題への取り組みなどを勧告した。
2018年8月16日、17日に行われた会合でヘイトスピーチ解消法の施行を歓迎した。しかし種差別撤廃条約に基づかない包括的な規制がないことに対し規制を勧告した。さらに(a)全ての民族マイノリティ差別に対する救済する法律の施行(b)ヘイトスピーチ解消法から漏れ出す被害者の救済法(c)表現の自由を考慮したヘイトスピーチの規制、加害者に対する制裁(d)インターネット上での差別に対する措置(e)次回の定期会合までにメディアを通じた差別防止に関する措置の実施と影響のレポート提出(f)公務員に対してヘイトスピーチ解消法の研修(g)ヘイトスピーチ及び憎悪の扇動を行った者に対する捜査と制裁(h)ヘイトスピーチ被害者出自別の裁判レポートの提出(i)行動計画策定(j)多様性促進の教育を勧告した。

## 日本における事例および様態

### 様態
アメリカでは、1980年代後半以降、「ヘイト・スピーチ（hate speech）」という語句が一般的に用いられるようになり、2010年代に入ってから、その語や概念を輸入するかたちで、日本でも使用されるようになった。2013年になると、日本の代表的なコリア・タウンである新大久保や鶴橋等で行われた反韓デモの際に、罵声とともに人種差別表現が用いられたことを、マスコミが「ヘイトスピーチ」という語を使用し、報じるようになった。
同年10月7日には、京都地裁により、日本で初めて「ヘイトスピーチが、人種差別撤廃条約で禁止した人種差別に当たり、違法である」という主旨の判決が下され、マスコミで広く報じられた。2013年の新語・流行語大賞では、トップテンに選ばれた。
政府調査によると、ヘイトスピーチを行う団体の公開情報から、2012年4月から2015年9月までの間に1152件の発生を確認、ヘイトデモなどの動画72件（約98時間）から特定の民族に対し1)一律に排斥する、2)危害を加える、3)蔑称で呼ぶなど殊更に誹謗中傷する、発言を計1803回抽出し、「減少傾向にあるが、沈静化したとは言えない」とした。

### 学者の主張
岩田温（政治学）は「民族、宗教、性別、性的指向等によって区別されたある集団に属する全ての成員を同一視し、スティグマを押しつけ、偏見に基いた差別的な発言をすること」と定義している。
九州大学准教授の施光恒（政治学）は「ヘイトスピーチ」という英語（カタカナ語）を使うのでなく、「何が不当なのか」という問題の本質に目を向けるためにも、日本語で正確に表現したほうがいいと主張している。
青山学院大学特任教授の猪木武徳（経済学）は、ヘイトスピーチは「人種、宗教、性などに関する「少数派」への差別的言説一般を指すと大ざっぱに理解されている」とし、デモのような大勢の「匿名性は公的なメディアで発言する者への悪意ある批判を誘発する」が、逆に、「少数の暴力的な集団が多数の普通の社会生活を送る人々を脅す例もある」ため、「国家による言論統制」や「感情の問題に感情的に対抗し、単純な極論だけが大手を振ること」だけは避けなければならないとしている。
麗澤大学教授の八木秀次（法学）は、左派メディアが保守運動や保守政治家に対し、「ヘイト団体」との関係をこじつけ「悪」のレッテル貼りをする行為は「欺瞞」であるとし、「ヘイト団体」の行為は日本人の美徳に反しており許すべきではないが、一方それを「正義面で保守批判に利用」し、「イカサマ」であると批判している。
矢幡洋（臨床心理士）は、ヘイトデモを行っている団体と、それに対抗して暴言を吐いている団体同士の感情的な対立について、「集団同士のこういった対立は、互いに自分は正しく相手は百パーセント悪いと思うようになり、攻撃性を強めることに力を注ぐ傾向にある。どちらも自己批判を伴う『悩む』という力を失う。世界には真っ白と真っ黒しかなく、自分たちは正しいと非現実的なとらえ方をしてしまう。自己批判や自己吟味を回避できるため、非常に楽なのだが、現実が見えなくなってしまい危険だ。このスパイラルに入ると、なかなか和解の道は見つけられなくなる。話し合う余地のある相手と見ていないから、さらに攻撃して絶滅させるべき相手でしかないという見方になる。自分たちの主張もするが、自己批判も同時にできる心理的強さをもった人がリーダーシップを取るのが唯一期待できる解決への道だ。現実をちゃんと見られる現実主義者が団体の中でかじを取ってくれれば変わってくるのではないか」と分析した。
水島広子（精神科医）は極端な攻撃は、実は心の傷に由来するものであり、「仮想敵」を作り自分が上位でいることによってしか自分を保てない、いつもピリピリして攻撃的になっているとし、「ヘイトスピーチ」やネットの「炎上」は「つながり」がない社会において、「脅威を排除」するために起こるものだした。
東浩紀（哲学）は、「すべてのひとに寛容になれ」というリベラルの命法はあまりに理想主義的で非現実的であるとし、世の中には必ず犯罪者がいるように、一定数の差別主義者や排外主義者も必ずいるのが現実であり、SNSはそれを可視化しただけだとしている。そのうえで、「そのような現実とどう『共存』するか、民主主義には新しい知恵が求められている」と主張している。
金明秀（社会学）は「差別の被害は二重に見えづらい。第一に多くは被害を受けても訴えることを諦めざるを得ないため、声を上げられない。次にヘイトスピーチの効力が多数者と少数者とでは違っているため、被害の深刻さが多数者たる日本人には見えにくくなっている」としている。
明戸隆浩（社会学）は、ヘイトスピーチの日本における文脈として、京都朝鮮学校事件等における在特会によるヘイトスピーチと人種差別撤廃条約に対する日本政府の「消極的な姿勢」を挙げた。また、日本では戦中の言論統制の反省から表現の自由が支持されることが多いが、「日本ではアメリカと違って反人種差別にかかわる規範がほとんど形成されてこなかった」ことを確認すべきであると主張している。
五野井郁夫（政治学）は、WEBRONZAで「「抽象的な言葉が人を傷つけるとき、それが可能になるのは」、わたしたちの日本語として流通している言葉の体系が蔑視表現や差別を「まさに人を傷つける力を蓄積し、かつ隠蔽している」ものとなっているためである。それゆえ「人種差別的な誹謗をする人は、そういった誹謗を引用し、言語を介してそのような発言をしてきた人たちの仲間になっていく」というサイクルが出来上がるのだ。」と論じた。また、安田浩一の著書『ヘイトスピーチ』の書評において、「差別の矛先は在日コリアンに留まらず、イスラム教徒や水平社、アイヌ民族まで、あらゆる社会的マイノリティに向けられる。差別の加害者は娯楽や憂さ晴らしのためにデマを拡散し、社会問題や本人の個人的な問題を何でもマイノリティのせいにして『敵』にでっち上げる。さらにヘイトスピーチをわざと誤用し、便乗する政治家や新聞すら出てきた。」と述べている。
小谷順子（法学）は、ヘイトスピーチが人種差別的な社会を構築してしまうという研究結果を述べている。
阪本昌成（法学）は、憎悪表現が”地域の平穏を乱すことをもって規制されるべき”と議論する場合には「憎悪を煽る表現」とも呼ばれるとしており、喧嘩言葉と同様に相手方の内部に憎悪を生み出すような言論（表現）類型であると主張し、話者（表現者）の側の憎悪感情が問題とされると述べている。また、憎悪バイアスをもたらす表現形態として、ジェンダー論の立場からは、ポルノグラフィ規制論とも関係するとしている。
長峯信彦（法学）は、ヘイトスピーチの対象は言論(speech)以外に表現(expression）全般に及ぶとしている。
小林直樹（法学）は、ヘイトスピーチとは「憎悪と敵意に満ちた言論」であり、国旗の焼却行為や反戦の腕章を身につけること、デモ行進、ビラ配布行為といった非言語による意思表示形態も含むとしている。
與那覇潤（歴史学）は、「今日の日本でヘイトスピーチの標的にされているのが、まず在日コリアンも含めた韓国・北朝鮮、次いで中国ですが、私にはそれは「冷戦体制の鬼子」にみえます。朝鮮戦争が終焉して以降の冷戦期は、一般の日本人にとって中国や朝鮮半島の情勢を「無視」しても暮らすことのできる例外的な時代だったんですね。それこそ江戸時代以来といってもよい。ところが冷戦の終焉後、中国の台頭や韓国の経済発展を通じて、彼らの存在を自分たちの視野から抹消できなくなり、時には日本のほうが「負けた」と感じざるを得ない局面もでてきた。それが目障りだ、もう一度消えてくれ、という鬱憤を、まき散らしているようにみえます。」とする。

### 個人によるもの
2014年、奈良県の吉水神社の宮司がブログにおいて、「中国人、韓国人は日本に来るな！」「世界から嫌われるシナ人の下品さ！」「韓国人は整形しても心の汚さは変わらない！」と書いた。
2018年1月25日、特定の国会議員を在日韓国人と決めつけ、「股裂きの刑にしてやりたい」などと書き込んだ奈良県生駒郡安堵町の町議会議員増井敬史が、議員辞職した。
2023年2月3日、首相秘書官であった荒井勝喜は記者団のオフレコ取材において、LGBTQなどの性的少数者に対し「僕だって見るのも嫌だ。隣に住んでいるのもちょっと嫌だ」と差別的な発言をした。また、同性婚に対しても「社会が変わっていく問題だ。社会に与える影響が大きい。マイナスだ。秘書官室もみんな反対する。人権や価値観は尊重するが、同性婚を認めたら国を捨てる人が出てくる」と否定的な発言をした。同日夜、LGBTなど性的少数者や同性婚の在り方などへの発言に関し「誤解を与えるような表現で大変申し訳ない。撤回する」と述べたが、翌2月4日に更迭された。

### 選挙演説
候補者の選挙演説にヘイトスピーチに該当するものがあると複数のメディアが指摘している。東京造形大学名誉教授の前田朗は、選挙演説に対する抗議活動を選挙妨害だとする候補者の主張に対して「選挙運動でもヘイトに変わりなく、対抗言論は当然だ。候補者の発言は一般の人より影響力が大きく、責任は問われてしかるべきだ」と指摘した。

### 右派系市民団体

#### 在日特権を許さない市民の会

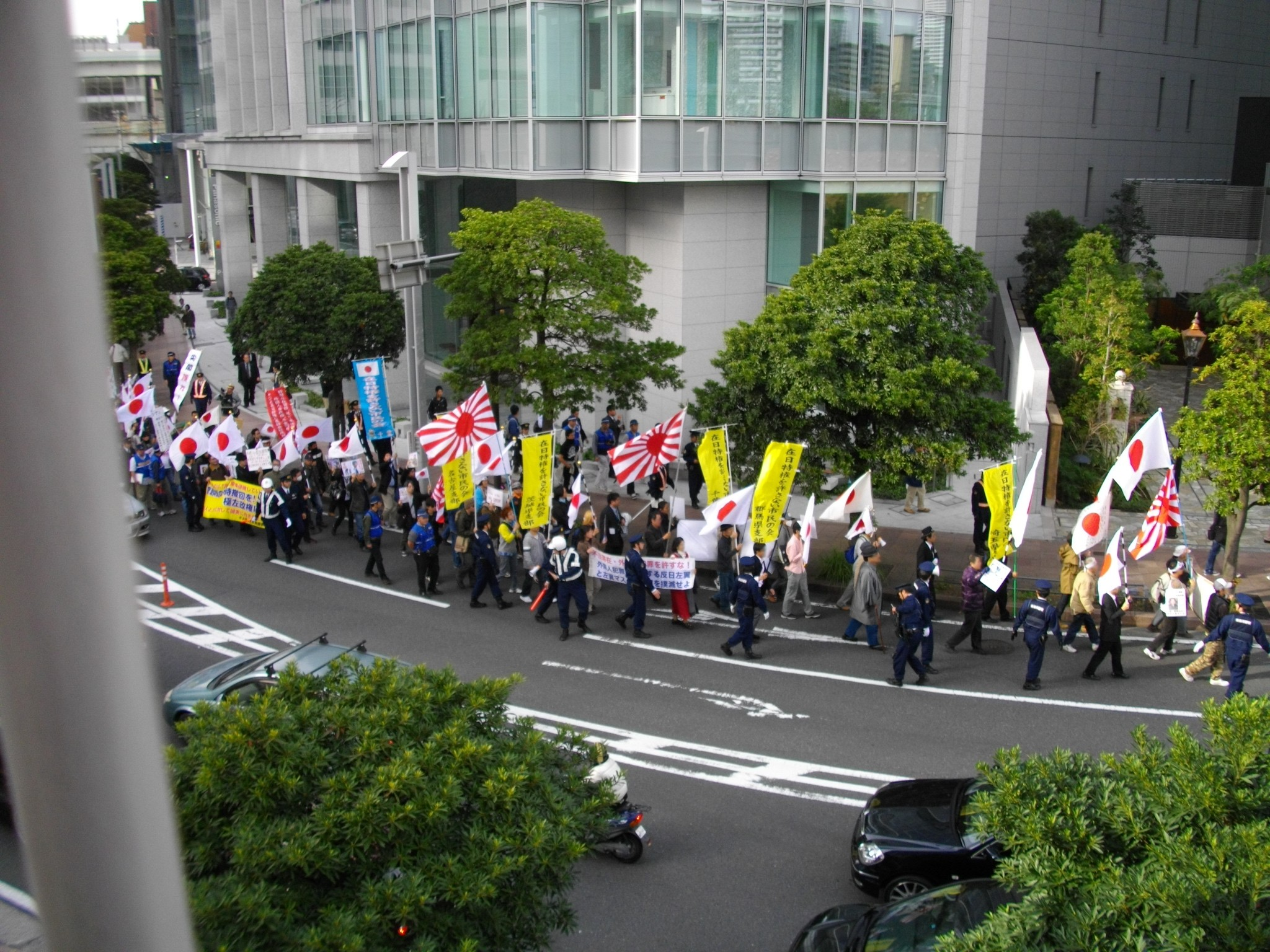
在日特権を許さない市民の会 (2010年11月)

在日特権を許さない市民の会（在特会）などが主催する反韓デモにおいて、過激なプラカードやコールが行われていると指摘されている。

2009年12月4日には、在特会・主権会会員らが京都朝鮮第一初級学校（京都市南区）の勧進橋児童公園の不正占用に抗議するとして、同校校門前で街宣を行った際に、初級学校側は街宣を行った在特会・主権会側のメンバーを刑事告訴し、抗議者側のメンバーは逮捕されている。桜井誠の自宅も家宅捜索を受けている。2011年4月21日には、京都地裁で街宣を行った在特会・主権会側のメンバー4名に執行猶予付きの実刑判決が出ている。
2013年4月26日に警察に許可を得たデモにおいて、「デモに抗議する人たちから暴行・妨害を受けたこと、「ヘイト」「レイシスト（人種差別主義者）」などと決めつけられたこと」が、人権侵害に当たると主張し、日本弁護士連合会に人権救済を申し立てている。

#### その他
2016年6月5日に川崎市川崎区の桜本地区での排外デモを予告していた団体に対し、横浜地裁川崎支部が6月2日、デモ禁止の仮処分を決定、川崎市も周辺の公園の使用を不許可とした。団体は同市中原区の中原平和公園からデモ実施を予告、神奈川県警は道路使用許可を出した。デモには十数人、反対する市民が数百人が集まり、デモは10メートルほど進んだところで市民に阻止され、警察の説得に応じ中止となった。

### 反発する団体

#### C.R.A.C.（対レイシスト行動集団）

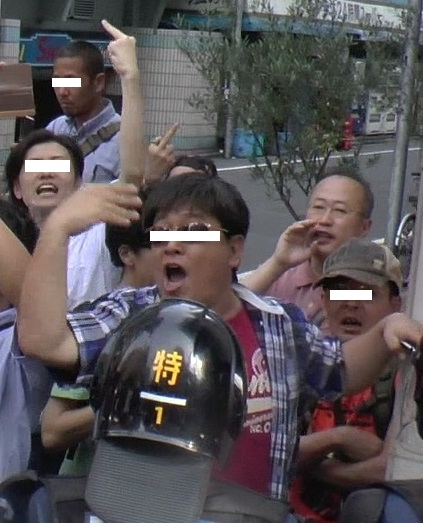
レイシストをしばき隊（現C.R.A.C.） (2013年6月)

2014年9月までは「レイシストをしばき隊」という名で活動していたが、同年10月以降は名称を「C.R.A.C.（対レイシスト行動集団）」に変更している。在特会などの行動する保守のデモをヘイトスピーチとして位置付け、中指を立て、「お前らこそゴキブリ」「死ね」などの罵声を含む行動で「カウンター」と称する抗議活動をしている。
主宰者の野間易通は、カウンター（対抗活動）の特徴を「少数者の在日を守るためではなく、社会の公正さを守るために闘う」という理念にあるとし、逮捕者を出したことは活動の失敗としつつ、抗議活動により反対意見が伝わる利点があるため、「カウンターは、世界的に見れば通常の平和的な意思表示だ」と述べている。
ケント・ギルバートは、野間が我那覇真子らに対して「あなたたちは単なる国賊でありこの国の汚物」などとTwitterで罵倒した行為について、「まさに、これこそがヘイトスピーチでしょう」と批判している。

#### 男組
男組若頭の 山口祐二郎は、「武闘派反差別ヒール集団」と称している。
C.R.A.C.（レイシストをしばき隊）、憂国我道会、差別反対東京アクション、女組、OoA、差別なくそう東京大行進、友だち守る団の関連団体である。
ニューズウィーク日本版は男組を「C.R.A.C.（対レイシスト行動集団）」の傘下にある団体としている。桜井誠は、男組はしばき隊の分派であるとしている。

#### 友だち守る団
2013年5月、戦争中の慰安婦をめぐる橋下市長の発言を支持する団体が街宣活動をしていたところを、およそ20人の対抗運動団体が押しかけ、そのうち1人が警備にあたっていた警察官ともみ合いになり、逮捕された。それを受けて同月に団体は解散。
2014年6月には「凛七星」を名乗る元代表の韓国人の男性が大阪市内で集会をしていた在特会メンバーに「この世におれんようになるぞ」と脅したとして、脅迫の疑いで再逮捕された。その後、脅迫罪で起訴され、有罪となった。
この男性のそもそもの逮捕容疑は平成23年6月から24年2月にかけて、収入がないと大阪市に嘘の申告をし、生活保護費約112万円を不正に騙し取ったというものであった。

#### 差別反対東京アクション
ニューズウィーク日本版は「C.R.A.C.（対レイシスト行動集団）」が設立した団体であるとしている。2013年10月21日から毎週月曜日にヘイトスピーチに反対するとして、東京都に現状の改善を求める抗議活動を都庁前で行っている。1度の参加人数は、30人から100人とされる。

### ヘイトスピーチに反対する団体
のりこえねっと 

#### ヘイトスピーチと排外主義に加担しない出版関係者の会
ヘイトスピーチの内容を含んだヘイト本に対して、2013年3月に「ヘイトスピーチと排外主義に加担しない出版関係者の会」（出版社の編集・営業、フリーの編集者、書店員など約20人）を設立。
民団新聞によれば、「ヘイトスピーチと排外主義に加担しない出版関係者の会」は、河出書房新社の選書フェアと呼応しつつ、日本出版労働組合連合会と共闘している。

#### ヘイトスピーチを許さない！大阪の会
在日韓国・朝鮮人らによる大阪の市民団体。2017年3月2日、学校法人森友学園の幼稚園のホームページに差別的な表現があり大阪市のヘイトスピーチの抑止条例違反が疑われるとして、大阪府教育長ら宛てに、謝罪と再発防止を学園に指導するよう求める要請書を提出している。ホームページに「韓国・中国人等の元不良保護者」と掲載されていた文言が、その後「Ｋ国・Ｃ国人等」と訂正され、謝罪文言が掲載された。共同通信の取材に対して、13日に理事長の籠池は、「当園は全ての国を平等に扱っている。HP上の文章は園に批判的な韓国人・中国人の不良保護者がいたから載せた」と述べている。

#### 『ヘイトスピーチを許さない』かわさき市民ネットワーク
2015年11月の川崎市臨海部の在日コリアンが多く居住する地域で行われた差別デモを一つの契機として、2016年1月、市民団体、NGO、労組、政党市議団、在日外国人集住地域の商店街振興組合など61団体が賛同し、「『ヘイトスピーチを許さない』かわさき市民ネットワーク」が発足した。
2017年3月23日、同ネットワークは市教育委員会に「反ヘイト宣言」を行い、学校現場での取り組みを後押しするよう求めた。3月25日には人種差別をなくす条例を求めるアピール行動を同市中原区武蔵小杉駅前で行った。同日に日本第一党の瀬戸弘幸が「ヘイトスピーチと表現の自由」と題した講演を川崎市中原区の市総合自治会館で行うとして申請、同ネットワークが前もって対応を市などに求めていたが、「ヘイトスピーチをするのではなく、講演を行う」とした主催者の申請を受理、公益財団法人市市民自治財団は「主催者側が言う以上信じるしかない。言葉通りにヘイトスピーチが行われないか否かはその後の判断材料になる」と述べた。同ネットワークの山田貴夫は「申請者の言葉を額面どおりに受け取ってはいけない。瀬戸氏は確信的な差別扇動者で、『死ね』『殺せ』という直接的な言葉の有無だけでなく、差別をあおる言動があるか否かを見ていくことが肝心だ」と話した。講演には県警や市職員が警戒にあたったが「ヘイトスピーチに類するものはなかった」という。

#### 外国人人権法連絡会
2015年6月26日、外国人人権法連絡会などが参院議員会館で主催した、人種差別撤廃基本法（民主、社民案）の早期実現を求める集会で、弁護士の師岡康子は「法案は規制法ではなく、差別に反対するすべての人が賛成できるはずだ」と述べた。2016年5月、師岡は、ヘイトスピーチ対策法におけるヘイトスピーチの定義において人種差別撤廃条約にあるよう「『人種、皮膚の色、世系、民族的・種族的出身』に基づく差別とすべきだった」と発言、同年6月3日に施行された同法に対して、国が反差別の立場に立った意義と一定の効果を認めながらも、対象を「適法に居住する者」に限ったことは人種差別撤廃条約違反であり、難民申請者、オーバーステイ、被差別部落、アイヌ、琉球などが対象にならないことは問題だとして、「次のステップとしてヘイトスピーチに限らない包括的な人種差別撤廃基本法の制定を求めたい。」と述べた。同年8月1日に出された法務省のヘイトスピーチに係る2度目の勧告に対しては「勧告には『差別』という言葉が盛り込まれ、対策法の表現も引用された。意義は大きい」とコメントした。
師岡は、ヘイトスピーチの害悪を「社会的、構造的に差別されているマイノリティーに、「差別は人権や国籍などの属性のせいだと烙印を押す。だから、自分に問題があるのではと感じ、自己否定、社会に対する絶望感、恐怖、心身の不調など深刻な被害をもたらす」と指摘し、被害として京都朝鮮学校公園占用抗議事件の被害児童が心的外傷後ストレス障害に苦しんでいることや、教師が退職するなどして学校が移転を早めざるを得なかったことを挙げている。

#### 人種差別撤廃NGOネットワーク
2015年6月26日、上述の人種差別撤廃基本法の早期実現を求める集会で、人種差別撤廃NGOネットワークの弁護士の北村聡子は「国連の委員会から繰り返し勧告されても立法化しないのは、国が人種差別を容認していると受け止められても仕方がない」と主張した。2017年5月、北村はヘイトスピーチを伴うデモで「表現を工夫するケースが目立ってきている」とし、「ターゲットになった人が恐怖を感じるかどうかで判断すべきだ。また、大規模なデモは減少しているが、デモはまだ続いている。禁止規定がない限り、法には限界がある」と述べた。

#### その他
2013年9月22日には、ヘイトスピーチと人種差別の撤廃を訴える「東京大行進」と称されるデモが新宿で開催され、Twitterなどでの呼びかけに応じた約1200人が参加した。
大阪市の日本城タクシーは、法務省の啓発ポスターから借用した「ヘイトスピーチ、許さない。」と書かれた黄色のステッカーをタクシー車両に貼って営業している。
2015年6月28日、ソウルで韓国のキリスト教系保守団体によるヘイトスピーチに抗議して開かれた性的少数者の人権を訴えるパレードに、日本から約40人が参加した。

### 反ヘイトを掲げた運動を巡る問題
ニューズウィークは、反ヘイトを掲げた団体について、「反差別」を「絶対的な大義」とした上で、「相手の言動に少しでも差別的な響きがあれば容赦なく身元や過去を暴き、徹底的な批判を加え、社会的生命を抹殺しようとする」活動であると批判し、反ヘイト団体が「暴力や権力」を利用することで「憎しみが消えるどころか、新たな憎悪の連鎖を生むだけだ」としている。ニューズウィーク記者の深田は、在特会メンバーへの傷害容疑で執行猶予中の反ヘイト団体幹部運動員が、「逮捕上等」と発言し、「次回の暴力の可能性を示唆すると、会場が笑いと拍手に」包まれた会場に居合わせ、ヘイト団体ではなく反ヘイト団体の運動家らだったことで驚いたとし、反ヘイト団体の「正義の仮面」には「憎悪」が存在すると報じている。
産経新聞は、「愚弄や脅迫に近いヘイト団体の排外的な言辞は許せないとばかりにアンチ団体も出てきて都心で双方がガチンコ勝負、でも国民はドン引き…という、おなじみの光景」と報じている。
2016年6月5日に合法的に行われたデモについて、反ヘイト側の妨害により大きな混乱が引き起こされたため、警察の助言により主宰者がデモを途中で中止している。神奈川県警中原署による道路使用許可を得て、過激な発言を伴わないデモをしていたにもかかわらず、「レイシスト（差別主義者）帰れ」というプラカードを持つ反ヘイトらが結集し、車道に寝転んだり座り込み、デモ参加者に詰めよって飛びかかろうとして警察に制止される事態となり、安全にデモが行えない状況となった。
産経新聞によると、2016年6月19日に同紙記者が福岡市天神で在特会系団体のデモと反対派団体の衝突を取材していた際、反対派を名乗る男性から「オタクはどこの新聞？ネット新聞？」「ケンカ売ってんのか。なら買うぞ！俺が何をやろうと、自由だからな」と顔写真を撮られ、罵声を浴びせられたという。その後、街宣が一段落して記者が警固公園を歩いていると、先程の男性が近付いてきて「さっきはつい熱くなってしまった。すいません。以前、デモの主催団体側にネット動画で中継されたことがあったんで…」と陳謝してきたので、記者が「感情的に周りに怒りをぶつけるのは、われを忘れるからですか？」と尋ねると「それ以上ですよ」と答えたという。

### 沖縄在日米軍と抗議活動

#### 差別言論
2016年10月18日、沖縄県東村高江周辺の米軍北部訓練場内のN1地区ゲート前で、沖縄防衛局が市民の出入りを防ぐため設置したフェンスを揺らして反基地運動をしていた作家の目取真俊に対し、大阪府警の機動隊員が「触るなクソ。どこつかんどんじゃボケ。土人が」と発言、また同日、別の隊員が「黙れコラ、シナ人」と発言した事が明らかになり、2つの発言について沖縄県警が謝罪した。これに対し、参院法務委員会にて金田勝年法務大臣は「とても残念で許すまじき発言だ」とし、『土人』という言葉を差別用語であるという認識を示した。一方で、この発言がヘイトスピーチに当たるかについては「事実の詳細が明らかでないので、答えかねる」と述べるにとどめた。また、10月28日に自民党沖縄県議団は「警察官の人格、尊厳を傷つける発言は問題とせず、警察官の（土人）発言のみを取り上げることには、あまりにも一方的と言わざるを得ない」として、反基地活動家による警察官への暴言を列挙した意見書案を県議会に提出した。その際、又吉清義県議により議長の制止を振りきる形で反基地活動家による警察官への「子供はいるか。人殺しの親め。お前が戦争に行って死ね」「お前ら人殺しの子供は人殺しだ。お前を殺し俺も死ぬ。俺は死ぬときは一人では死なないからな。街を歩くときは気をつけろ」「八つ裂きにしてやる。お前の家は分かっているぞ。横断幕を設置してやる。お前らは犬だから言葉は分からないだろう。大阪の人間はカネに汚いよね」「トラックに轢かれて死ね」などの暴言が示されたが、「圧倒的な権力を持った公務員である警察官の発言と市民の発言というのは、同列に扱ってはいけない」等の議論がなされ、反対多数で否決された。

#### ヘイトスピーチとの意見
在沖縄米軍海兵隊政務外交部次長ロバート・D・エルドリッヂ（当時）は、インターネット放送「チャンネル桜」で、普天間周辺で抗議者によるヘイトスピーチが存在している、と抗議運動を批判した。これに対し、琉球新報は「抗議行動は『ヘイトスピーチ』 海兵隊幹部、また暴言」という見出しで、「地元との対話も任務とする米軍幹部が市民の異議申し立てを『ヘイトスピーチ』と断じたことは、地元に対する姿勢が問われそうだ」と報じた。
産経新聞は、日本のマスコミが沖縄県うるま市で発生した米軍属による日本人女性殺害事件を取り上げる際、1人の米軍属の性犯罪を米軍全体が悪いかのように仕立て上げて「出て行け」と反基地に結びつけて報道するのは、あまりに論理の飛躍があるヘイトスピーチであると主張した。また朝日新聞が社説で「現役の兵士ではないが、米軍基地が存在しなければ起きなかった事件だと言わざるを得ない」「基地を減らすしかない」と訴えたことを取り上げて、「そもそも外国人がいるから、犯罪が起きる。我が国にいる外国人は、一人残らず出て行け!」というような論理は完全にヘイトスピーチであると主張した。
八重山日報は、2015年3月27日、沖縄県読谷村で公園で遊んでいた6歳のアメリカ人と日本人のハーフの女児がマスクとサングラスをした5人の男に押し倒され、腹部を踏みつけられるなどの暴行を受けたと報道。男たちは「なんでこんなところにアメリカ人がおる?」と凄んだとされる。沖縄教育オンブズマン協会会長を称する政治活動家の“ボギーてどこん”こと手登根安則は「米軍基地に対する怒りのはけ口がハーフの女の子に向けられたのかも知れない。平和運動の名のもとに事実上のヘイトスピーチが横行している実態がある。」と語った。

#### 上記に対する言論
参議院議員の有田芳生はironnaで、米軍基地反対運動で「ヤンキーゴーホーム」と叫ぶ意図は「政治的な目的でなされるものであり、差別的意識を助長・誘発する目的でなされたものではない」ため、ヘイトスピーチ解消法に言う「不当な差別的言動」ではないと主張している。この論点については、参議院法務委員会で西田昌司が「米軍の反対運動、基地反対運動とは、全く立法事実としてそういうことは想定しておりません。」と回答している。

#### 存在しない論
ケント・ギルバートは、「沖縄ヘイト」は存在しないと主張しており、沖縄で活動しているリベラル派について、「騒いでいる人たちがあまりにお粗末」「むしろ自分たちがヘイトスピーチをしている」「まるでブーメランのように批判が自分を直撃している」「彼らはおとなしい日本国民をバカにしているのでしょうが、彼らの偽善は間違いなく見抜かれますよ。今は騙されている人もいつかは目覚める。ですからリベラル派には言いたいことを言わせておけばいい。言うほどに墓穴を掘ることになるからです。沖縄の暴力的なデモについても、幅広い支持を得ることは絶対にないはずです。」と批判している。

### インターネット上コンテンツ
2013年5月7日、安倍晋三は、参議院予算委員会の答弁で自身のFacebookに排外デモ同様のコメントが寄せられていることを認め、「他国の人々を誹謗中傷し、まるで我々が優れていると認識するのはまったく間違い。結果として自分たちを辱めている」と述べた。
2014年6月20日、東京新聞はインターネット上はヘイトスピーチの温床であるとして、Twitter、ニコニコ動画、ブログ「保守速報」にサーバを供用しているLINEを挙げ、サイト運営ルールはあるが自主規制はほとんど機能していないと報じた。社会心理学者の高史明は「影響力のあるヘイトの発信者はおそらく百人に満たない。全てのヘイト発言に対応するのは物理的に不可能でも、百人のアカウントを規制するのは容易だろうし、ネット上のヘイト全体を抑えるのに一定の効果があるはずだ」と述べた。
2015年9月10日、はすみとしこがシリア難民を偽装難民として揶揄するイラストをFacebookに掲載したことに対し、レイシズムであるとしてFacebookに削除を求める電子署名が1万人以上集まった。
2016年3月10日、「保育園落ちた 日本死ね!!!」と題した匿名のブログ（「何なんだよ日本。一億総活躍社会じゃねーのかよ。」と続く）をめぐり、自民党の平沢勝栄衆院議員はヘイトスピーチ根絶などを検討する「差別問題に関する特命委員会」の会合で、「ブログに『死ね』という言葉が出てきて、表現には違和感を覚えている」などと語った。
民進党の大西健介は、2016年4月に発生した熊本地震を受けて、「朝鮮人が井戸に毒を投げ込んだ」等のTwitterが飛び交った報道を紹介してデマを批判し、「一種のヘイトスピーチだと思う。こうしたことにも対応すべきだ」と述べた。
在日韓国青年会の調査では、インターネット上の差別的な記述や動画に対し、「とても」「すこし」嫌な思いをしているという回答が66%、「全く気にならない」が12%だった。民族教育を受けている人ほど嫌悪感を抱く傾向があった。在日コリアン青年連合の調査ではネットのヘイトスピーチに接して「ショックを受けた」が78%、対応としては「とくに何もしなかった」が81%だった。関西学院大学教授の金明秀は、「差別を自覚しても問題化する手段がなく、何を言っても無駄だと泣き寝入りしている。仕方がないことだ、何でもないことなのだと自分に言い聞かせ、しかし、無自覚なうちに自尊心を傷つけられ続けているという構図が見て取れる」と解説した。
ジャーナリストの古森義久は、ネット右翼を略した「ネトウヨ」という言葉の響きには侮蔑が満ちており、使った側には相手に対する軽蔑や憎悪や憤慨がにじみ出ている一方、使われた側は屈辱、反発、憎悪を覚える"ののしり言葉"であるとした。さらに、「ネトウヨ」の「ウヨ」とは「右翼」の略であり、「右翼」とは当然のことながら特定の思想を指している言葉のため、この言葉を使った側の意識の根底には相手の思想を右翼だと断じていることは明らかであるとした。このような相手の思想を決めつけた上で貶めている「ネトウヨ」という言葉は「人種や宗教、思想、性別などを理由に特定の個人や集団を貶め、憎悪や怒りを生ませる言葉」と定義づけされているヘイトスピーチに該当すると主張している。
2016年、在日コリアンの母子を中傷したインターネットの書き込みに対し、横浜地方法務局が「人格権の侵害があった」と判断、Twitter、Google、サイバーエージェント3社に対し削除要請を出し、各社が削除に応じた。2017年1月には同法務局の要請にLINEが応じ、まとめサイトの当該スレッドが削除された。母子の代理人を務める弁護士の師岡康子は、「削除要請は公権力で表現の自由を制約するものではなく、各社が定める利用規約にのっとり適切に運営するよう促すもので、法規制ではない。権力による強制的な削除を避け表現の自由を守りたいなら、削除要請がなくても自ら定めたルールをきちんと運用すべきだ。」と話した。
2017年3月30日、大阪市の有識者による審議会は、市民からの被害の申し出や情報提供26件のうち3件のインターネット動画を「ヘイトスピーチに該当する」と認定した。再度諮問した上で投稿者の氏名公表などを検討するほか、市長の吉村洋文はまだ閲覧可能な2件について運営者に削除を要請する考えを示した。動画投稿者の実名は確認できなかったが、同年6月1日、大阪市は3件のサイト上の投稿者名をホームページで公表、新たに1件を認定し運営会社に削除を要請した。2017年11月までに5つのアカウントが公表され対象となった動画が削除された。削除された動画を投稿していた男性が実名公表は違憲だと差止めを求めた裁判で大阪地裁は大阪市は実名を把握しておらずハンドルネームのみしか知りえないため請求棄却となった。原告側は人格権の侵害を理由に違憲と主張していたが判断はなされなかった。
2017年9月9日、しばき隊やのりこえねっとらが参加を伸び掛け、Twitter Japanが入る東京スクエアガーデン前の歩道でヘイトスピーチが含まれた投稿の監視や即時削除を求める抗議活動を行った。参加者らは彼らが主張する「差別ツイート」を印刷した紙を歩道にびっしりと並べ、『差別ツイートの道』を作成。産経新聞によると、参加者たちが「皆さんもどうぞ（紙を）踏んで下さい」と周囲に呼びかけるも、オフィス街を行き交う人は迂回して歩く人が多かったという。

### メディアの報道
2013年3月、朝日新聞、毎日新聞、東京新聞は排外主義デモにおけるヘイトスピーチを取り上げ、西欧では犯罪にあたると報じた。

#### SEALDs
産経新聞は、安全保障関連法案に反対して国会前に集まった2015年7月15日のデモの「実態は安倍晋三首相に対する暴言も目立つ「反政府集会」の様相を呈していた。」とし、「戦争したがる総理はヤメロ！戦争したがる総理はイラナイ！」「勝手に決めるな、屁理屈言うな！」「なんか自民党 感じ悪いよね！」といったシュプレヒコールを「倫理的に問題のある『ヘイトスピーチ』といって過言ではない」と評した。
2015年7月31日に、iRONNAによると、SEALDsのデモを批判するツイートをした武藤貴也に対し、SEALDs関係者がTwitterで「お前の方が自己中だし利己的だわ。ふざけんなよ。てめーの体のすべての穴に五寸釘ぶち込むぞ」とツイートし、「ヘイトスピーチではないか」とネット上で炎上した。

#### 大江健三郎の日本人に対する憎悪表現
岩田温は、大江健三郎が日本人を「醜い」との言辞を発したことについて、在特会がヘイトなら日本人を醜いとした大江の演説も「紛れもなくヘイトスピーチ」であるとし、「これは左派論者のダブルスタンダードである」としている。
産経新聞は、2015年の憲法記念日に横浜で開かれた「護憲集会」で大江が演壇に上った際、批判の矛先を向けた安倍晋三を「安倍」と呼び捨てにしたこと対し「どんなに相手の考え方や性格が嫌いでも、一国の首相を呼び捨てで非難するのは、大江さんが大嫌いなはずの「ヘイトスピーチ」そのもの」と評している。

#### 「赤旗まつり」における日本共産党議員による行為
2014年11月に開催された「赤旗まつり」で、日本共産党の議員が、ヒトラーの髭を安倍晋三のモノクロの顔写真に書き加えた、ヒトラー風の安倍の顔写真をドラムに貼り付け、そのドラムを叩くパフォーマンスを行っている。
産経新聞は、「これが『正義感が強く、ヘイトスピーチは許さない』人間がすることだろうか。共産党の品性が疑われる行為である。」と批判している。

#### 曽野綾子の連載コラム
産経新聞は、2015年（平成27年）2月11日朝刊7面の曽野綾子の連載コラムで、「労働力不足と移民「適度な距離」保ち受け入れを」と題し「南アフリカ共和国の実情を知って以来、私は、居住区だけは、白人、アジア人、黒人というふうに分けて住む方がいい、と思うようになった。」とする記事を掲載、「ロイター」や「ウォール・ストリート・ジャーナル」が批判的に報じ、アフリカ日本協議会や南アフリカのモハウ・ペコ駐日大使が抗議文を送るなど、非難が集まった。
産経新聞執行役員東京編集局長の小林毅は「当該記事は曽野綾子氏の常設コラムで、曽野氏ご本人の意見として掲載しました。コラムについてさまざまなご意見があるのは当然のことと考えております。産経新聞は、一貫してアパルトヘイトはもとより、人種差別などあらゆる差別は許されるものではないとの考えです」とコメントした。曽野がブログで「もし記事に誤りがあるなら、私はそれを正します。私も人間ですから、過ちを犯します。しかしこの記事について、誤りがあるとは私は思いません」と書いたことはウォール・ストリート・ジャーナルで報じられた。
曽野は『新潮45』2015年4月号の連載コラムで「第四十七回 『たかが』の精神」の題で、たかが一作家の自分の考えに対して「肩書一つ正確には書けなかった新聞や通信社が、こうやってヘイト・スピーチを繰り返し、そこに覆面のツイッターが群衆として加わって圧力をかけ、どれだけの人数か知らないが、無記名という卑怯さを利用して、自分たちは人道主義者、曽野綾子は人種差別主義者、というレッテルを貼ることに無駄な時間を費やしている、その仕組みを今度初めて見せてもらって大変ためになった。私は覆面でものを言う人とは無関係でいるくらいの自由はあるだろう。」と述べた。

#### 特定個人を対象とした憎悪表現
戦後70年に際して予定される首相談話に関連して、東京新聞、朝日新聞、毎日新聞各紙は、「侵略の定義は定まっていない」と国会で答弁した安倍首相を牽制する社説を掲載した。産経新聞の阿比留瑠比はこれらを取り上げ、安倍首相と同趣旨の発言が過去に社民党の村山富市首相（当時）や民主党の玄葉光一郎外相（当時）等によってもなされているにもかかわらず、三紙が安倍首相だけを執拗に攻撃するのは「偏見や無知に基づく不公正で不適切な見解」であると批判し、「特定個人を標的にした悪意あるヘイトスピーチ（憎悪表現）だといわれても仕方あるまい」と結んでいる。

#### 朝日新聞「従軍慰安婦」誤報問題
2015年6月6日、兵庫県宝塚市に元朝日新聞記者の植村隆が招かれ、植村による講演が行われた。「ヘイト・スピーチと日本軍『慰安婦』問題」と題された講演会を主催した市民団体「ヘイト・スピーチに反対し、法規制を求める決議実行委員会」は会の趣旨を「慰安婦問題の解決を求める運動、ヘイトスピーチ（憎悪表現）を法規制しようとする運動、戦争法案を葬り去って憲法9条改悪を阻止しようという運動は一連のものだ」と説明したという。講演会の告知チラシにはいわゆる従軍慰安婦の「強制連行」を否定する風潮が今日のヘイトスピーチを生み出しているといった主張が記されていた。会場で植村の講演内容を聞いた宝塚市議の大河内茂太は「植村氏の主張は『強制連行された慰安婦』の存在に疑問を抱くことは一切許されないというものに思えた」と語った。主催団体が求めるヘイトスピーチの法規制のとらえ方についても「人種・民族差別に対する批判というよりも、むしろ、形を変えた〝反日闘争〟とすら言える」と、違和を感じたという。

#### 東京新聞による「アイヌ民族」報道
東京新聞によると、2014年12月24日に札幌市議(当時)の金子快之によるアイヌ民族を否定したとされる発言が発端となり、同種のヘイトスピーチが見られると報じている。

#### ハラスメントとの関係
ヘイトスピーチを受けた側にとっては、様々なハラスメントと同種の被害が生じているという主張がある。